# Juliusz Pollack
Juliusz Adam Pollack, kryptonimy J.P. (J.P.), j.pol., J.Pol., jack, jp (jp), (jp.) (ur. 24 grudnia 1909 w Warszawie, zm. 28 stycznia 1989 tamże) – polski dziennikarz i pisarz, autor wspomnień wojennych.

## Życiorys
Syn Kazimierza Pollacka i Heleny Pollack z d. Nisenson. Od 1918 uczył się w Państwowym Gimnazjum im. Stefana Batorego w Warszawie, w 1929 zdał maturę w Gimnazjum Państwowym im. Tadeusza Reytana. W latach 1931–1933 studiował przez dwa lata chemię na Politechnice Warszawskiej, a następnie kształcił się w Wyższej Szkole Dziennikarskiej w Warszawie, którą ukończył w 1936. W trakcie studiów (od 1934) pracował jako korektor w „Kurierze Czerwonym”, w latach 1936–1939 był jego reporterem miejskim. Przed 1939 aktywny członek Obozu Wielkiej Polski i Stronnictwa Narodowego, kierownik referatu pomocy dla bezrobotnych członków Stronnictwa.
W 1929 wstąpił jako ochotnik do Wołyńskiej Szkoły Podchorążych Rezerwy Artylerii, którą ukończył w 1930 jako plutonowy podchorąży. 1 stycznia 1933 został awansowany do stopnia podporucznika rezerwy artylerii. Zmobilizowany 1 września 1939, dowodził baterią marszową 9 dywizjonu artylerii konnej jako dowódca plutonu, później 1. oficer. Brał udział w bitwach pod Kobryniem, pod Jabłoniem i pod Kockiem w składzie Samodzielnej Grupy Operacyjnej „Polesie” generała Franciszka Klebeerga. 6 października 1939 wraz z całą SGO „Polesie” dostał się do niewoli niemieckiej pod Krzywdą. Przebywał w oflagach w Arnswalde (6 listopada 1939–15 maja 1942) i Gross-Born (16 maja 1942–6 lutego 1945), gdzie uczestniczył w ruchu oporu i redagował prasę obozową. 6 lutego 1945 zbiegł w rejonie Stargardu w czasie ewakuacji obozu Gross-Born i ukrywał się w Gdyni do chwili wyzwolenia miasta 1 kwietnia 1945.
Po wojnie pracował jako dziennikarz, początkowo zastępca kierownika Redakcji Polityczno-Informacyjnej Polskiego Radia (1945–1948), następnie w latach 1948–1975 jako kierownik Działu Zagranicznego „Expressu Wieczornego”. W 1955 współpracował z „Echem Krakowskim” jako specjalny wysłannik do Berlina Zachodniego. W latach 1950–1955 i 1964–1981 rozpracowywany przez Służbę Bezpieczeństwa PRL. W 1974 otrzymał nagrodę indywidualną RSW „Prasa-Książka-Ruch”. Od 1 lutego 1977 na emeryturze. W 1987 konsultant filmu wojennego Wielki Wóz w reżyserii Marka Wortmana. Był członkiem Stowarzyszenia Autorów ZAiKS, Stowarzyszenia Dziennikarzy Polskich, a także Koła Starszych Dziennikarzy przy Związku Emerytów i Rencistów (jeden z jego założycieli z ramienia SDP). Znał języki francuski, angielski i niemiecki.
Był żonaty. Został pochowany w grobie rodzinnym na cmentarzu Powązkowskim w Warszawie (kwatera 302, rząd 2, miejsce 20).

## Odznaczenia
- Srebrny Krzyż Zasługi (1946)[15]
- Medal 10-lecia Polski Ludowej (1955)[16]
- Złoty Krzyż Zasługi (1956)[17]

## Publikacje książkowe
- Jeńcy polscy w hitlerowskiej niewoli, Warszawa 1982, ISBN 83-11-06769-4 (wyd. 2 poprawione i uzupełnione Warszawa 1986, ISBN 83-11-07251-5)[b]
- Historia kamieniczek na Rynku Starego Miasta w Warszawie, Warszawa 1988 (wraz z Julianem Żebrowskim), ISBN 83-03-02312-8
- Wywiad, sabotaż, dywersja: polski ruch oporu w Berlinie 1939–1945, Warszawa 1991, ISBN 83-205-4345-2